# Гирин, Дмитрий Андреевич
Дмитрий Андреевич Гирин (1921—1973) — участник Великой Отечественной войны, механик-водитель 393-го гвардейского самоходного артиллерийского полка 12-го гвардейского танкового корпуса 2-й гвардейской танковой армии 1-го Белорусского фронта, гвардии старший сержант. Герой Советского Союза.

## Биография
Родился в 1921 году в с. Быхово (ныне — Комаричского района Брянской области) в семье крестьянина. Русский.
Образование начальное.
В Красной Армии с 1940 года. На фронтах Великой Отечественной войны — с июня 1941 года.
Механик-водитель 393-го гвардейского самоходного артиллерийского полка гвардии старший сержант Дмитрий Гирин провёл свою боевую машину без повреждений от города Ковель Волынской области Украинской ССР до реки Одер. 19 января 1945 года в бою за г. Жихлин (Польша) первым ворвался в город и водрузил красный флаг на одном из домов. Умело маневрируя, обеспечил экипажу прицельный огонь по противнику. Участвовал в 43 атаках. За время боёв его СУ-85 уничтожила 7 танков, 4 самоходных орудия, значительное число солдат и офицеров противника.
После войны был демобилизован. Член КПСС с 1946 года. Жил в с. Радогощь Комаричского района Брянской области.
Умер 27 марта 1973 года.

## Награды
- Звание Героя Советского Союза присвоено 27 февраля 1945 года (номер награды 5720)[1].
- Награждён орденами Ленина и Отечественной войны 2 степени, а также медалями.